# Instruktiv
Instruktiv je mluvnický pád s významem způsobu nebo prostředku. Tímto jménem se nazývají různé pády v turečtině a ugrofinských jazycích, např. v estonštině a finštině.
Ve finštině jde o pád marginální, přetrvává hlavně v idiomatice: omin silmin – 'na vlastní oči'. Tvoří pomocí koncovky -n, jež je homonymní koncovce genitivu, většinou se však vyskytuje pouze v plurálu. V současné finštině se často nahrazuje adessivem. Používá se v ustálených spojeních, které se často vztahují k nějaké aktivitě nebo části těla. Vedle inessivu se také používá v tzv. druhém infinitivu, který v češtině obvykle odpovídá přechodníku přítomnému.
Menin jalan. – Šel jsem pěšky. (srov. Matkustin junalla. – Cestoval jsem vlakem.)
Söin seisten. – Stoje jsem jedl.
V turečtině se instruktiv tvoří sufixem -le, např.: Trenle geldim. – Přijel jsem vlakem.